# Мекокишвили, Арсен Спиридонович
Мекокишви́ли Арсе́н Спиридо́нович (груз. არსენ მეკოკიშვილი; 12 апреля 1912, село Гиоргицминда, Сагарейджский район, Телавский уезд, Тифлисская губерния, Кавказский край, Российская империя — 9 марта 1972, Москва, СССР) — советский борец вольного стиля, олимпийский чемпион, Заслуженный мастер спорта СССР (1951).

## Биография
Арсен Мекокишвили родился в 1912 году в селе Гиоргицминда неподалёку от Сагареджо. С 17 лет работал в колхозе, был бригадиром, занимался выращиванием винограда. С детства занимался национальной борьбой чидаоба (отец Арсена был известным местным мастером этой борьбы). В 1934 году выиграл чемпионат Грузии по чидаобе.
В 1936 году переехал в Телави. В 1939 году, будучи практически неподготовленным, выступает на турнире по классической борьбе, посвящённому Дню физкультурника в Москве и проиграл там, впрочем выиграв одну схватку у известного борца Владимира Плясули. В этом же году переехал в Тбилиси, где занялся классической борьбой. В 1940 году, приехав в Москву на праздник борцов, где он участвовал в соревнованиях по чидаобе, познакомился с самбо и в этом же году выиграл чемпионат СССР по самбо. Член КПСС с 1940 года. В 1943 году участвует в чемпионате СССР по классической борьбе, где проиграл Йоханнессу Коткасу и занял пятое место. В 1944 году переехал в Москву и в этом году стал серебряным призёром абсолютного чемпионата СССР по борьбе, опять же уступив Йоханнессу Коткасу.
С началом развития вольной борьбы в СССР перешёл в этот вид спорта и выиграл в 1945 году первый чемпионат СССР.
Был включён в олимпийскую команду в 40-летнем возрасте, при этом не имея в активе ни одной международной встречи.
На Летних Олимпийских играх 1952 года в Хельсинки боролся в весовой категории свыше 87 килограммов (тяжёлый вес). В предварительных схватках:
- в первом круге на 7-й минуте проходом в ноги тушировал Йожефа Ковача (Венгрия);
- во втором круге решением судей со счётом 3-0 победил Вилли Вальтнера (Германия) (также используя проход в ноги);
- в третьем круге решением судей со счётом 2-1 победил Кена Ричмонда (Великобритания) (бросок через спину);
- в четвёртом круге на 5-й минуте подсечкой тушировал Натале Векки (США);

По существовавшим тогда правилам трое борцов, набравших наименьшее количество штрафных баллов в предварительных схватках, выходили в финал, где разыгрывали награды между собой.
- в пятом круге решением судей со счётом 2-1 победил Бертиля Антонссона (Швеция), титулованного спортсмена, «северного великана»[6] (чемпион Европы 1946—1949 годов по вольной борьбе, чемпион мира 1950 года по классической борьбе, чемпион мира 1951 по вольной борьбе, серебряный призёр Олимпийских игр 1948 года) и стал олимпийским чемпионом. Встреча проходила тяжело: сначала Мекокишвили сумел провести подсечку, заработав таким образом оцененное действие, затем подножку. Антонссон также сумел провести приём. В партере первым стоял Мекокишвили и швед не смог провести приёма, тогда как Мекокишвили после смены позиции смог провести переворот накатом.[7]
- в последней схватке не участвовал, в ней решалась судьба второго места между Антонссоном и Ричмондом[8]

Победитель чемпионата мира 1954 года, чемпион СССР (1945, 1946, 1948, 1949, 1950, 1951, 1952, 1953, 1956 годов), серебряный призёр чемпионата СССР 1947 года.
Арсен Мекокишвили также является семикратным чемпионом СССР по самбо (1940, 1947, 1948, 1949, 1950, 1951, 1952). Победитель спартакиады народов СССР (1956). Выступал за «Динамо» Тбилиси, с 1946 за «Динамо» Москва.

В меру подвижный для тяжеловеса, он был довольно разносторонне оснащен технически: прекрасно исполнял броски через грудь и через спину. Его любимым приемом был бросок прогибом с захватом руки и туловища с подсечкой. Этому приему практически не мог противостоять ни один тяжеловес мира.— 
Окончил Высшую школу тренеров и Московский институт физической культуры. В 1957 году награждён Орденом Трудового Красного Знамени. Писатель, автор книги «В строю богатырей» (1959). После окончания спортивной карьеры уехал в родное село.
Попал в автокатастрофу 7 марта 1972 года и 9 марта скончался в Москве.

## Награды
- орден Трудового Красного Знамени (27.04.1957) — «за успехи, достигнутые в деле развития массового физкультурного движения в стране, повышения мастерства советских спортсменов, и успешное выступление на международных соревнованиях»

## Интересные факты
По состоянию на 2020 год Арсен Мекокишвили является самым возрастным олимпийским чемпионом по вольной борьбе, на момент завоевания золота Игр в Хельсинки-1952 ему было 40 лет, 3 месяца и 11 дней.
Мекокишвили, родившийся в 1912 году, — старейший по дате рождения олимпийский чемпион от СССР.